# سيدي روحي
سيدي روحي البوم من إنتاج شركة روتانا للفنان فضل شاكر صدر عام 2003.

## الاغاني
- ياحبيبي تعالا .
- تبكي عليا .
- سيدي روحي .[2]
- ظلموني .
- ماخلاص .
- ليه يا زمان .
- يومي بسنه .
- حقي عليك .
- لو فاكر .
- يا قاسي .
- لاتلوموني .